# Сельское поселение Нижняя Быковка
Сельское поселение Нижняя Быковка — муниципальное образование в Кошкинском районе Самарской области.
Административный центр — село Нижняя Быковка.

## Административное устройство
В состав сельского поселения Нижняя Быковка входят:
- село Нижняя Быковка,
- село Верхнее Степное,
- посёлок Графский,
- посёлок Степной,
- деревня Балтика,
- деревня Белый Ключ,
- деревня Богодуховка,
- деревня Большая Дегтяровка,
- деревня Лифляндка,
- деревня Николаевка,
- деревня Правая Шабаловка,
- деревня Рахмановка,
- деревня Средняя Быковка,
- деревня Средне-Правая Чесноковка,
- деревня Ягодиновка.